# Большеумысский сельсовет
Большеумысский сельсовет — сельское поселение в Камешкирском районе Пензенской области Российской Федерации.
Административный центр — село Большой Умыс.

## История
Статус и границы сельского поселения установлены Законом Пензенской области от 2 ноября 2004 года № 690-ЗПО «О границах муниципальных образований Пензенской области».

## Население
| 2002 | 2010  | 2012  | 2013  | 2014  | 2015  | 2016 |
| ---- | ----- | ----- | ----- | ----- | ----- | ---- |
| 1336 | ↘1126 | ↘1075 | ↘1041 | ↘1017 | ↘1014 | ↘985 |
| 2017 | 2018  | 2021  |       |       |       |      |
| ↘967 | ↘940  | ↘805  |       |       |       |      |

## Состав сельского поселения
| № | Населённый пункт    | Тип населённого пункта       | Население |
| - | ------------------- | ---------------------------- | --------- |
| 1 | Болтино             | село                         | ↘128      |
| 2 | Большой Умыс        | село, административный центр | ↘495      |
| 3 | Ключи               | село                         | ↘120      |
| 4 | Мордовский Камешкир | село                         | ↘348      |
| 5 | Полянщино           | деревня                      | 35        |